# Drimano

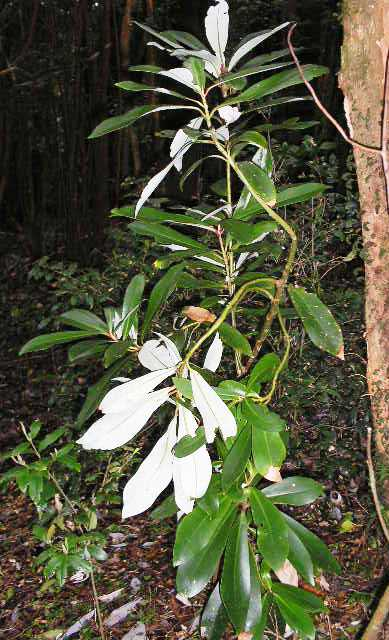
Drymis winteri

El drimano es un hidrocarburo bicíclico sesquiterpénico que se encuentra naturalmente en el petróleo. Es prototipo estructural de diversos metabolitos secundarios aislados de hongos y plantas superiores. El primer compuesto de este tipo, el cual fue nombrado drimenol, se aisló de la planta chilena Drimys winteri. Los esqueletos de drimano se forman por una biciclización concertada de pirofosfato de farnesilo. Los compuestos de las series ent- tales como la Iresina han sido aisladas de plantas del género Iresine. Muchos de estos compuestos presentan actividad antialimentaria contra insectos

## Compuestos con esqueleto de drimano
11,12-Drimanodiol
8,11-Drimanodiol
7,8,11-Drimanotriol
Drimanial
11-Drimanol
8-Drimanol
11,12-Drimanólido
12,11-Drimanólido
Drimantona
Drimartol A
Drimartol B
8-Drimen-11-al
8(12)-Drimen-11-al
8(12)-Drimeno
7-Drimeno-11,12-dial
7-Drimeno-11,12-diol
7-Drimeno-2,11-diol
7-Drimeno-3,11-diol
8(12)-Drimeno-11,14-diol
8(12)-Drimeno-3,11-diol
7-Drimeno-3,11,12,14-tetrol
7-Drimeno-6,9,11,12-tetrol
6-Drimeno-8,9,11-triol
7-Drimeno-11,12,13-triol
7-Drimeno-11,12,14-triol
7-Drimeno-3,11,12-triol
7-Drimeno-3,5,11-triol
7-Drimeno-6,9,11-triol
8(12)-Drimeno-1,2,11-triol
Drimenina
Drimeninol
Ácido 8(12)-drimen-11-oico
7-Drimen-11-ol (Drimenol)
7-Drimen-13-ol
8(12)-Drimen-11-ol
9(11)-Drimen-8-ol
7-Drimen-11,12-ólido
7-Drimen-12,11-ólido
8-Drimen-11,12-ólido
8(12)-Drimen-15,11-ólido
11-Hidroxidrim-8-en-3,7-diona (Kairateno, aislado de Eurotia ceratoides
9α-Hidroxi-7-drimene-11,12-dial (Warburganal)
Muzidagial
Ugandensidial
(5α,9β)-7-Drimeno-11,12-dial (Poligodial)
3,14-Dihidroxi-12,11-drimanólido
3,6-Dihidroxi-12,11-drimanólido
3,8-Dihidroxi-12,11-drimanólido
6,7-Dihidroxi-11,12-drimanólido
8,11-Dihidroxi-12,11-drimanólido
7,11-Dihidroxi-6-drimanona
2,11-Dihidroxi-7-drimen-12-al
6,9-Dihidroxi-7-drimen-11-al
1,5-Dihidroxi-7-drimene-11,12-dial
1,6-Dihidroxi-7-drimene-11,12-dial
6,9-Dihidroxi-7-drimene-11,12-dial
Ácido 3,11-dihidroxi-8(12)-drimen-13-oico
1,11-Dihidroxi-7-drimen-12,11-ólido
2,6-Dihidroxi-8-drimen-11,12-ólido
6,14,15-trihidroxi-8-drimen-12,11-ólido (Astelólido A)
1,6,13-Trihidroxi-12,11-drimanólido
1,6,9-Trihidroxi-7-drimene-11,12-dial
2,6,9-Trihidroxi-7-drimen-11,12-ólido
3,7,14-Trihidroxi-8-drimen-12,11-ólido
6,14,15-Trihidroxi-8-drimen-12,11-olide
6,7,14-Trihidroxi-8-drimen-12,11-ólido
6,9,11-Trihidroxi-7-drimen-12,11-ólido
6,9,14-Trihidroxi-7-drimen-12,11-ólido
2,9,11-Trihidroxi-7-drimen-6-ona
3,9,11-Trihidroxi-7-drimen-6-ona
1-Hidroxi-6,8-drimadien-12,11-ólido
6-Hidroxi-6,8-drimadien-12,11-ólido
3-Hidroxi-7,9(11)-drimadien-6-one
3-Hidroxi-12,11-drimanolide
7-Hidroxi-11,12-drimanolide
8-Hidroxi-12,11-drimanolide
1-Hidroxi-7-drimeno-11,12-dial
3-Hidroxi-7-drimeno-11,12-dial
6-Hidroxi-7-drimeno-11,12-dial
9-Hidroxi-7-drimeno-11,12-dial
2α-Hidroxidrimenenol
Ácido 11-hidroxi-8(12)-drimen-13-oico
Ácido 11-Hidroxi-8(12)-drimen-14-oico
Ácido 7-Hidroxi-8(12)-drimen-11-oico
11-Hidroxi-7-drimen-12,11-ólido
11-Hidroxi-8-drimen-12,11-ólido
12-Hidroxi-8-drimen-11,12-ólido
1-Hidroxi-7-drimen-12,11-ólido
1-Hidroxi-8-drimen-11,12-ólido
2-Hidroxi-7-drimen-11,12-ólido
3-Hidroxi-7-drimen-11,12-ólido
3-Hidroxi-7-drimen-12,11-ólido
6-Hidroxi-7-drimen-12,11-ólido
6-Hidroxi-8-drimen-11,12-ólido
7-Hidroxi-8-drimen-11,12-ólido
7-Hidroxi-8-drimen-12,11-ólido
9-Hidroxi-7-drimen-12,11-ólido
11-Hidroxi-7-drimen-3-ona
O-(3-Hidroxi-6,8(12)-drimadien-11-il)umbelliferona
O-(3,6,8-TriTrihidroxidriman-11-yl)umbeliferona
O-(3,8,14-Trihydroxidriman-11-il)umbeliferona

## Nor Y secodrimanos
Ambrinoles
Isonordrimenona
Poligonal
Isopoligonal
8,9-seco-9(11)-drimen-8-ona

## Dímeros del drimano
Ácido oficinálico